# 밀워키 시청
밀워키 시청(milwaukee City Hall)은 미국 위스콘신에 있는 밀워키의 시청이다. 건물이 완공된 1895년부터 1899년까지는 세계 최고층 건물이기도 했으며, 1973년 미국 국립사적지에 등재되었다.